# Jerzowka (obwód wołgogradzki)
Jerzowka (ros. Ерзовка) – osiedle typu miejskiego w Rosji, w obwodzie wołgogradzkim, w rejonie gorodiszczeńskim. W 2010 liczyło 6128 mieszkańców.